# Abbas Akasi
Abbas Akasi   (Maku, 28 de gener de 1784 - Karbala, juliol 1849) fou gran visir de Muhammad Xah Qajar (1834-1848) del 1835 al 1848. Era fill del mullah Muslim ibn Abbas. El seu nom apareix transcrit com Akasi o Aqasi.
Va entrar al servei de la cort i va guanyar influència. A la pujada al tron de Muhammad Xah el novembre de 1834 fou nomenat al front del govern Kasim Makam però al cap d'un any, el xa, pressionat per un clan hostil al cap del govern, el va cessar i va nomenar Akasi, que era el seu guia espiritual. En una purga el 1835/1836 va eliminar de l'administració a tots els partidaris de l'anterior cap de govern i els va substituir pels seus aliats majoritàriament de l'Azerbaidjan. Es va casar amb Izzat al-Nisa, tia del xa (germana de Fath Ali Xah) i l'aliança amb Mirza Masud Khan Gamrudi i amb l'influent Zia al-saltana va incrementar el seu control de l'administració. El 1837 en tenia el control complet.
El 1837/1838 va fracassar la campanya d'Herat, i es va demostrar que la modernització de l'exèrcit no anava bé. Els perses es van haver de retirar davant la pressió britànica. El 1841 es va signar un conveni anglopersa que esmenava el tractat de 1814 i establia bones relacions entre britànics i perses després de l'episodi d'Herat. Amb Rússia va disputar el dret de navegació per la llacuna d'Anzali (mordab-e Anzali) que Pèrsia havia perdut pel tractat de Turkmanchay el 1826, i l'establiment d'una base naval a l'illa Ashurada a la costa d'Astarabad. Aquesta base fou establerta però ocupada pels russos el 1844.
El 1842 es va revoltar a Kirman el cap ismaïlita Agha Khan Mahallati (Husayn Ali Shah) que va durar fins al 1844 i va acabar amb l'establiment dels ismaïlites a l'Índia.
Una matança dels otomans a Karbala (1843) va provocar manifestacions populars demanant venjança. La conferència d'Erzurum (que va durar del 1843 al 1847) va establir la sobirania persa sobre la disputada Muhammara i el dret dels peregrins perses a passar per Iraq per anar a la Meca.
Per pagar a les tropes i garantir el subministrament de gra a la capital, moltes terres privades foren confiscades però l'objectiu fou assolit. L'intent de reforma militar va continuar amb consellers francesos i altres mesures.
Quan el xa es va posar malalt el 1845, Akasi va preparar la seva retirada per l'eventualitat de què morís. Quan es va recuperar es van produir noves purgues de possibles enemics. El 1846 el governador de Khurasan Muhammad Hasan Khan Salar, fill d'un dels represariats (Asaf al-Dawla) amb el suport secret del germà del xa, Bahman Mirza (governador de l'Azerbaidjan), es va revoltar. El 1847 Bahram va haver de fugir a Rússia i Akasi va poder controlar Azerbaidjan; la revolta a Khurasan fou sufocada més tard. Mentre havien proliferat els moviments babis pel país (1844-1846) i el governador d'Esfahan, Manushihr Khan, esdevingut partidari dels babis, els va oferir protecció i hospitalitat; però Manushihr va morir el 1847 i el primer ministre va fer encarcerar al Bab, primer a Maku (1847-1848) i després a la fortalesa de Čahrīq a la frontera otomana i es va fer condemnar les seves doctrines.
Muhammad Shah va morir el setembre de 1848 i Akasi va perdre el càrrec per decisió del nou xa Nàssir-ad-Din Xah Qajar, influït per la seva mare Djahan Khanum Mahd-e Ulya. Va rebre un salva conducte i va poder marxar a Iraq on va morir el 1849.